# Axis of Justice: Concert Series Volume 1
Axis of Justice: Concert Series Volume 1 är ett livealbum släppt av Axis of Justice-organisationen, där frontmännen bakom organisationen är Serj Tankian (från System of a Down) och Tom Morello (från Rage Against the Machine och Audioslave). Konserterna spelades först för att hjälpa strejkande personal från livsmedelsbutiker i Los Angeles, men utvecklades sedan till att handla om olika sätt att kämpa mot auktoriteter.

## Låtlista
| 1.  | Where the Streets Have No Name                         | Bono, The Edge, U2                                                                           | 5:08 |
| 2.  | (What's So Funny 'Bout) Peace, Love, and Understanding | Nick Lowe                                                                                    | 2:16 |
| 3.  | Alice in My Fantasies                                  | George Clinton Jr., Grace Cook                                                               | 3:37 |
| 4.  | Piano Improvisation                                    | Serj Tankian                                                                                 | 1:36 |
| 5.  | Charades                                               | Tankian, Daron Malakian                                                                      | 3:36 |
| 6.  | Until the End                                          | The Nightwatchman                                                                            | 4:16 |
| 7.  | I Feel Good Again                                      | Junior Kimbrough                                                                             | 3:35 |
| 8.  | Get Up, Stand Up                                       | Bob Marley, Peter Tosh                                                                       | 4:10 |
| 9.  | Union Song                                             | The Nightwatchman                                                                            | 2:58 |
| 10. | (Free Jam)                                             | Flea, Brad Wilk, Tankian                                                                     | 2:14 |
| 11. | What's Golden                                          | Dante Givens, Mark Postic, Charles Stewart, Courtney Henderson, Lucas MacFadden, Marc Stuart | 3:05 |
| 12. | Freedom                                                | Givens, Postic, Stewart, Henderson, MacFadden, Stuart, Julius Brookington                    | 3:16 |
| 13. | Speak on It                                            | Knowledge, Tankian                                                                           | 2:52 |
| 14. | Chimes of Freedom                                      | Bob Dylan                                                                                    | 5:51 |
| 15. | Jeffrey, Are You Listening?                            | Tankian, Tom Morello, Wilk, Brian O'Connor                                                   | 1:07 |

| 1.  | Airplane Skit                                  |                     |  |
| 2.  | President Evil (dikt om Irak)                  | Knowledge           |  |
| 3.  | Speak on It (dikt om det armeniska folkmordet) | Knowledge, Tankian  |  |
| 4.  | Until the End                                  | The Nightwatchman   |  |
| 5.  | The Road I Must Travel                         | The Nightwatchman   |  |
| 6.  | Piano Improvisation                            | Tankian             |  |
| 7.  | Charades                                       | Tankian, Malakian   |  |
| 8.  | (Free Jam)                                     | Flea, Wilk, Tankian |  |
| 9.  | Chimes of Freedom                              | Dylan               |  |
| 10. | Alice in My Fantasies                          | Clinton Jr., Cook   |  |
| 11. | Where the Streets Have No Name                 | Bono, The Edge, U2  |  |

| 12. | Bomb Day in Paris            | Wayne Kramer |  |
| 13. | 5 Million Ways to Kill a CEO | Boots Riley  |  |
| 14. | Improvisational Noise        | Tankian      |  |
| 15. | Get Up, Stand Up             | Marley, Tosh |  |